# Fortotschka

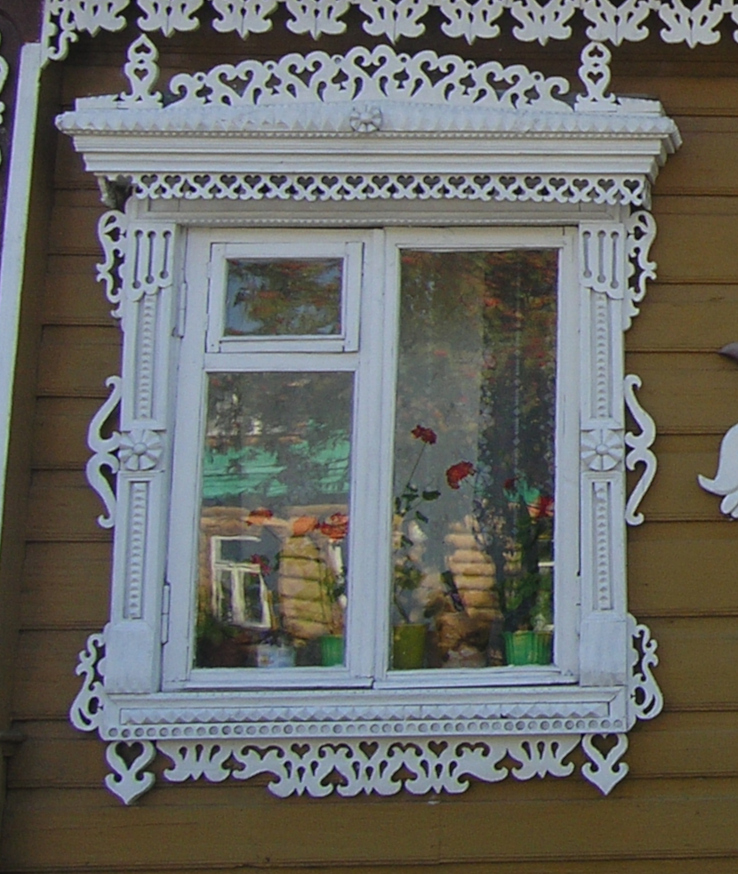
Fortotschka (oben links)

Ein Fortotschka (russisch: фо́рточка; [ˈfortətɕkə] vom deutschen Pförtchen über polnisch fortka) ist eine kleine Lüftungsklappe innerhalb eines Fensters und lässt sich über ein Scharnier getrennt vom restlichen Fenster öffnen. Fortotschkas (ukrainisch: кватирка kwatyrka) werden vor allem in Russland und anderen Nachfolgestaaten der Sowjetunion sowie in Finnland (finnisch: tuuletusikkuna) verwendet.